# Кинеско офталмолошко друштво
Кинеско офталмолошко друштво (акроним COS, од  Chinese Ophthalmological Society)  основано 1937. године тренутно спада у најбројнија струковна удружења лекара специјалиста на свету са 22.000 чланова.

## Организација
Кинеско офталмолошко друштво има више од 22.000 чланова који су учлањени у 11 секција, за субспецијалности:
1. болести рожњаче,
2. глауком,
3. катаракту,
4. оптометрију,
5. страбизам и дечију офталмологију,
6. витрео-ретиналне болести,
7. очне трауме,
8. пластичне и орбиталне болести,
9. очну имунологију,
10. очну патологију,
11. визуелну физиологију  и превенцију слепила.

## Конгрес
Након што је одржан први Конгрес КОД 1965. године, од тада се он одржаво традиционално, у почетку сваке четири године, а затим сваке две године од 1996. године. Од 2005. године конгрес КОД одржава се сваке године.

## Мисија
Мисија КОД је да промовише напредак медицинске науке у области офталмологије у Кини, и интернационализацију знања и достигнућа кинеске офталмологије и доступност квалитетне неге ока оболелих пацијента. 
Да би постигао ове циљеве, КОД:
- активно сарађује са осталим колегама у пројекту  Sight Project of Millions of Cataract Patients and the VISION 2020, који су покренуле Светска здравствена организација и Међународна агенција за превенцију слепила 1999. године када је објављен заједнички програм за спречавање непотребног слепила, и пружа свеобухватну подршку превенцији слепила,[2]
- активно ради на унапређењу континуиране едукације и обуци кадрова,
- израђује смерница за  заштититу очију засноване на научним доказима.

## Значај подршке међународне заједнице
Кинеско офталмолошко друштво у потпуности препознаје да су достигнућа у офталмологији Кине не би догодила без подршке шире међународне офталмолошке заједнице. У ту сврху КОД улаже велике напоре и радо сарађуј са офталмолозима широм света.
Али такође Кинеско офталмолошко друштво препознаје  да ће комбиновани приступ научне и традиционалне кинске медицине бити и даље од користи за развој офталмологије у Кини.